# Stizorhina
Genre
Stizorhina est un genre de passereaux de la famille des Turdidés. Il se trouve à l'état naturel dans l'Ouest et le centre de l'Afrique.

## Liste des espèces
Selon la classification de référence du Congrès ornithologique international (version 8.1, 2018) :
- Stizorhina finschi (Sharpe, 1870) — Stizorhin de Finsch, Gobemouche de Finsch, Grive de Finsch, Grive fourmilière de Finsch
- Stizorhina fraseri (Strickland, 1844) — Stizorhin de Fraser, Gobemouche roux, Grive fourmilière de Fraser, Grive fourmilière rousse
  - Stizorhina fraseri fraseri (Strickland, 1844)
  - Stizorhina fraseri rubicunda (Hartlaub, 1860)
  - Stizorhina fraseri vulpina Reichenow, 1902